# Ferrari Roma
Ferrari Roma – samochód sportowy klasy średniej produkowany pod włoską marką Ferrari w latach 2020–2024.

## Historia i opis modelu

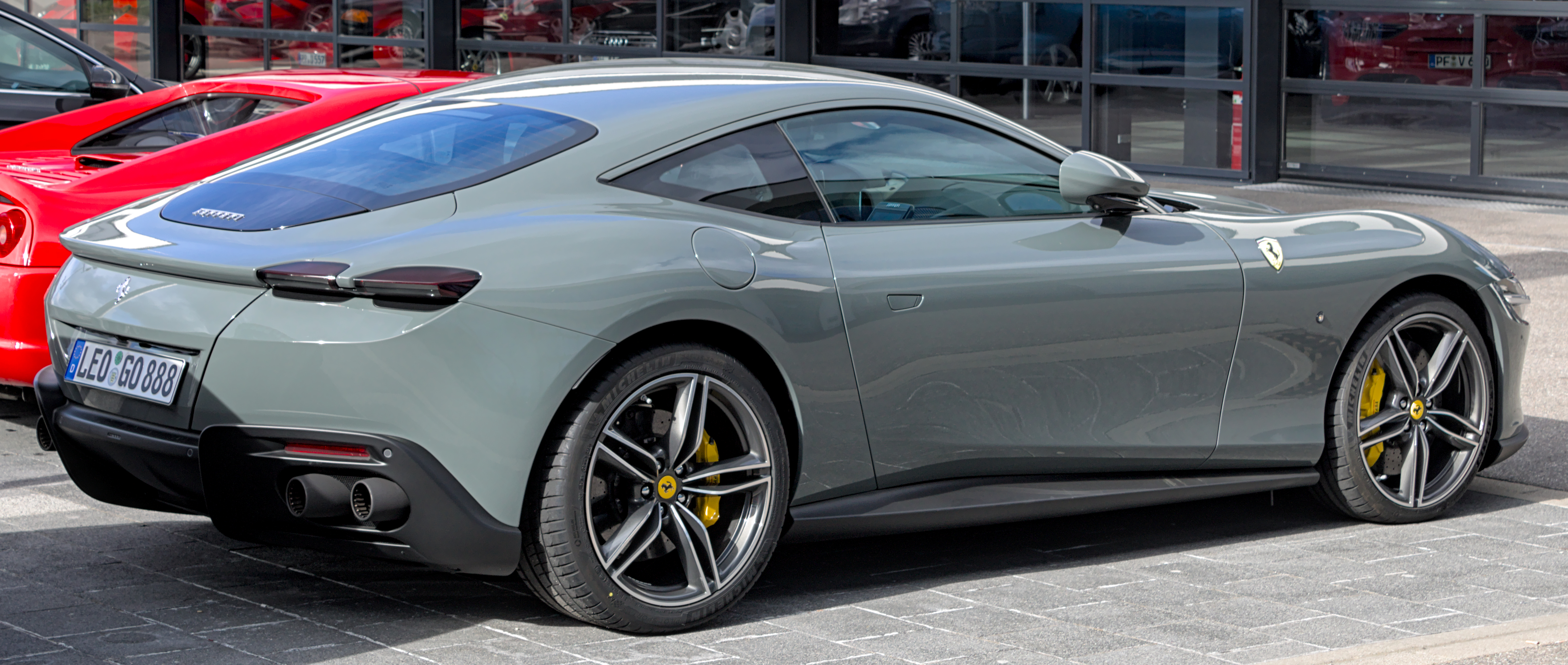
Ferrari Roma - tył

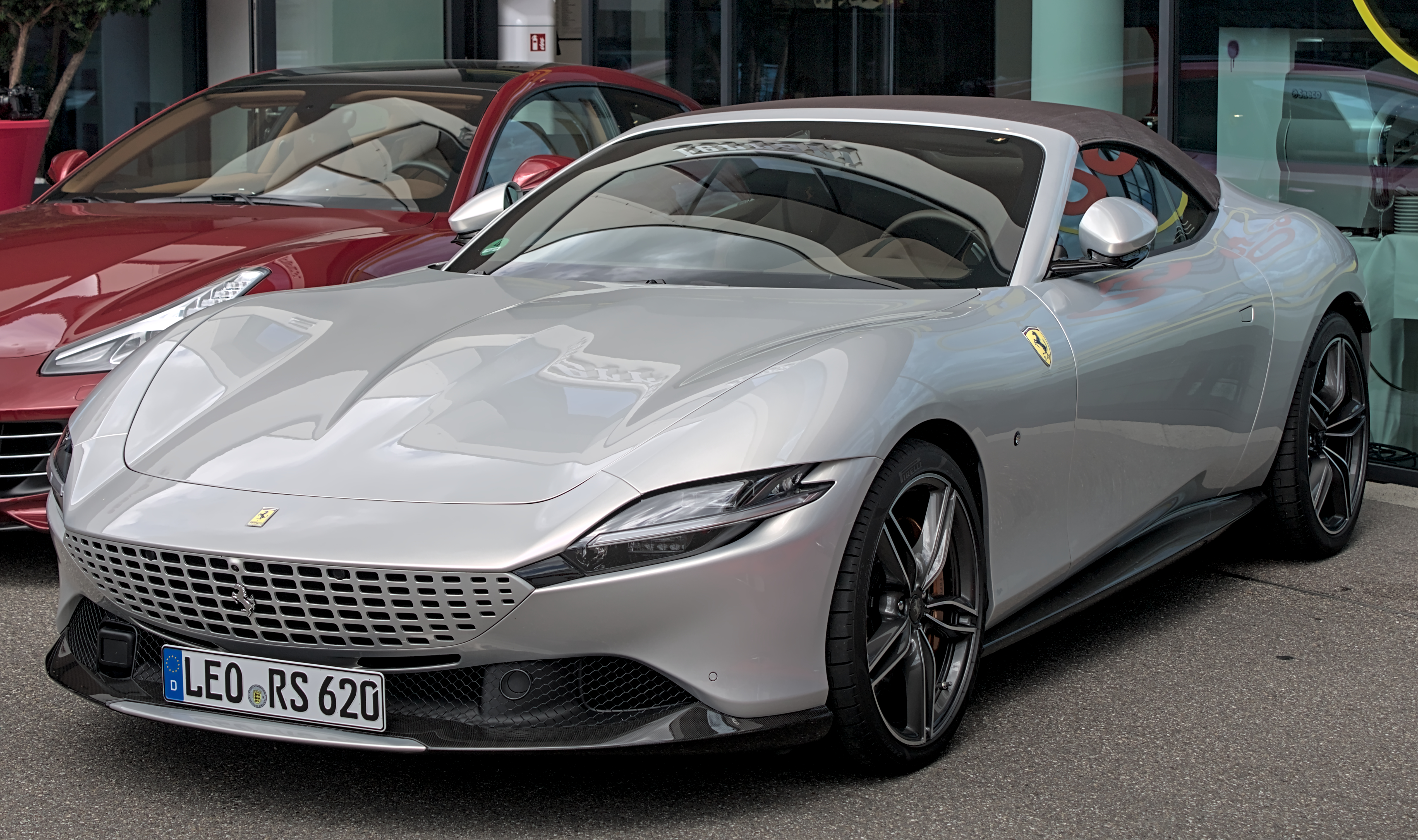
Ferrari Roma Spider

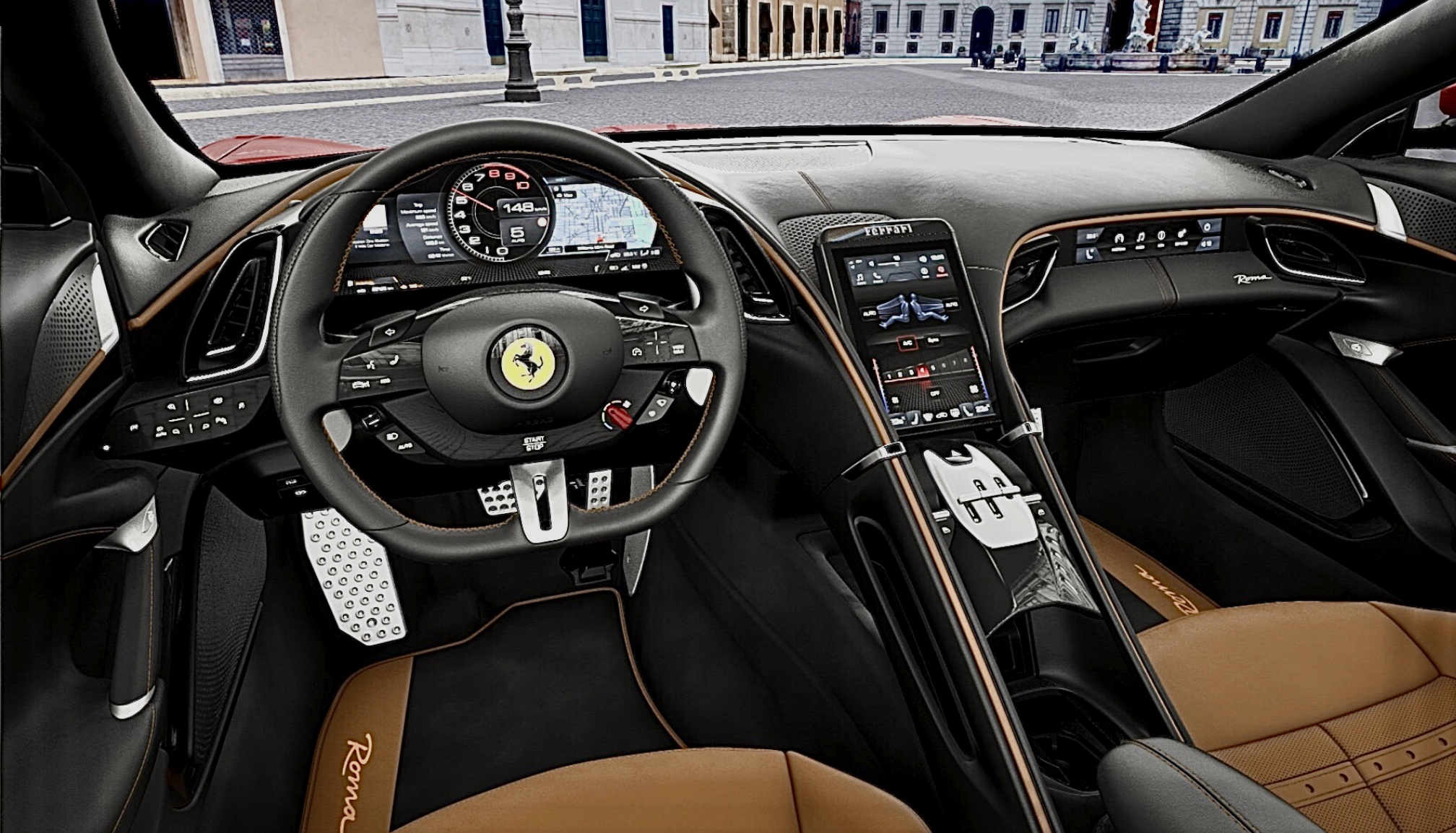
Ferrari Roma - kokpit

Roma to zupełnie nowy model w ofercie Ferrari nazwany na cześć stolicy Włoch, który zbudowano na platformie podobnych wymiarów modelu Portofino. Samochód jest najmniejszym pojazdem w ofercie producenta.
Oficjalna premiera Ferrari Roma odbyła się w połowie listopada 2019 na zamkniętym przyjęciu w Foro Italico w Rzymie. Pod kątem stylistycznym, samochód realizuje język stylistyczny z innych, przedstawionych wówczas modeli producenta jak F8 Tributo, zyskując także rozwiązania odróżniające Romę od innych pojazdów w ofercie - m.in. atrapę chłodnicy w kolorze nadwozia i nisko osadzone, podłużne reflektory.
Kokpit Ferrari Roma może być wykonany z alcantary i skóry naturalnej lub z kombinacji tych materiałów. Jest on wzbogacony 8,4-calowym ekranem dotykowym pozwalającym na sterowanie systemem multimedialnym i podstawowymi funkcjami jak np. radio czy tryby jazdy. Ferrari Roma jest 2-drzwiowym coupe, które może zmieścić 4 pasażerów.
Ferrari Roma jest napędzane przez 3,9-litrowy, turbodoładowany silnik benzynowy typu V8 rozwijający 620 KM i 760 Nm maksymalnego momentu obrotowego. Jednostka napędowa pozwala rozwinąć prędkość 100 km/h w 3,4 sekundy, 200 km/h w 9,4 sekundy, a maksymalnie - 320 km/h.

### Sprzedaż
Ferrari Roma trafiło do sprzedaży w połowie 2020 roku z myślą o klientach na rynkach globalnych, celując w nabywców dotychczas rozważających samochody takich marek jak Aston Martin czy Porsche. Ceny samochodu w podstawowej specyfikacji na rynku europejskim kształtują się od pułapu ok. 1,13 miliona złotych.

### Silnik
- V8 3,9 l TwinTurbo 661 KM